# 쉬딩난
쉬딩난(중국어 정체자: 許定南, 병음: Xû Dìngnán, 한자음: 허정남, 1991년 7월 16일 ~ )은 대만의 배우이다.